# Clementina Forleo
Maria Clementina Forleo (Francavilla Fontana, 31 gennaio 1963) è una magistrata italiana.

## Biografia
Figlia di insegnanti, dopo essersi laureata in giurisprudenza con lode presso l'Università di Bari, partecipò ai concorsi pubblici per entrare in polizia e in magistratura. Commissario dal 1989, si meritò un encomio solenne dall’allora capo della Polizia, Vincenzo Parisi, per aver ben gestito l’emergenza dovuta agli sbarchi dall'Albania in Puglia. Il 28 agosto 2005, in un incidente automobilistico sulla strada tra Francavilla Fontana e Sava, nel tarantino, perde entrambi i genitori: il padre Gaspare Forleo, 77 anni, avvocato ed ex sindaco di Francavilla Fontana, e sua moglie Stella Bungaro, 75 anni, insegnante di matematica. L'evento è stato definito dalla stessa Forleo "fortuito", ma su di esso sono stati espressi numerosi pareri discordanti, dovuti anche alle pesanti minacce ricevute dal magistrato e dirette anche ai suoi familiari.

### Attività giurisdizionale
Entrata in magistratura nel 1991, prende servizio al Tribunale di Milano. Nel 1994 diventò Giudice per le indagini preliminari. 
Clementina Forleo divenne nota all'opinione pubblica quando assolse dall'accusa di terrorismo internazionale due imputati tunisini, Maher Boujahia e Ali Toumi, e l'imputato marocchino Mohamed Daki. Alcuni media italiani ed internazionali criticarono la sua decisione, motivata in base alla distinzione tra guerriglieri e terroristi (i primi compiono azioni contro obiettivi di natura militare, i secondi contro la popolazione civile). Tale distinzione fu ripresa e ampliata dai giudici della Corte d'Assise d'Appello, che confermarono la sentenza.
L'assoluzione fu poi annullata dalla Corte di cassazione ed infine la seconda Corte d'Assise d'Appello, in data 23 ottobre 2007, rilevò la natura prettamente terroristica e non guerrigliera di alcuni dei piani contestati agli imputati e condannò per terrorismo internazionale Mohamed Daki, pur espulso dal territorio dello Stato e dunque impossibilitato a presenziare al processo, a 4 anni di reclusione ed i due tunisini a 6 anni. A partire dall'estate 2005 Forleo ha cominciato ad occuparsi del caso Antonveneta (Bancopoli). L'11 aprile 2012 torna in servizio presso il Tribunale di Milano dopo aver vinto una battaglia al Tar e al Consiglio di Stato contro la decisione di allontanarla "per incompatibilità ambientale" presa dal Csm.

## Critiche e procedimenti disciplinari
Nel 1992, Forleo venne criticata per non aver disposto il giudizio a seguito di una denuncia per diffamazione presentata dalla famiglia di Enzo Tortora contro il pentito Gianni Melluso, che in un'intervista ad un settimanale aveva ribadito le sue accuse nei confronti di Tortora. Scrive il gip Forleo: "L'assoluzione di Enzo Tortora rappresenta in realtà soltanto una verità processuale e non anche la verità reale del fatto storicamente accaduto". La sentenza divenne definitiva dal momento che la Procura Generale non intese impugnarla.
In seguito contro la Forleo sono state intraprese due azioni, una per incompatibilità ambientale/funzionale e l'altra di tipo disciplinare. La prima iniziativa, che ha prodotto la proposta di trasferimento e di affiancamento obbligatorio di Forleo con altri colleghi, ha avuto luogo nella prima commissione del CSM e reagiva alla bufera mediatica attivata da un'intervista resa dal GIP di Milano alla trasmissione di Rai 2 Annozero.
Nella dichiarazione Forleo rendeva noto di sentirsi esposta a rappresaglie dei "potenti" per le inchieste da lei condotte e di averne fatto menzione in un esposto presentato ai carabinieri e del quale era stata investita per competenza la procura della Repubblica presso il tribunale di Brescia. Nel corso della dichiarazione resa alla commissione consiliare del CSM, presieduta dalla professoressa Vacca (autrice della proposta di trasferimento, accolta all'unanimità dei presenti), il giudice Forleo espose i fatti che avevano, a suo modo di vedere, corroborato la convinzione esposta nella trasmissione televisiva (colloqui con il suo superiore in Tribunale e con il giudice Imposimato), ma anche i suoi antichi sospetti in ordine alla scarsa professionalità delle forze dell'ordine pugliesi ed alle fonti che avrebbero passato ai giornali i contenuti di parte del suo esposto.
La decisione di trasferire la Forleo fu adottata dal CSM in data 22 luglio 2008 e resa esecutiva il 1º ottobre 2008, giorno in cui prese possesso presso il Tribunale di Cremona. Contro tale decisione del CSM il giudice Forleo ha proposto nel settembre 2008 ricorso al TAR del Lazio, che il 30 aprile 2009 ha accolto il ricorso "ritenendo insussistenti i presupposti di quella decisione", la quale veniva conseguentemente annullata. In seguito in favore della Forleo si espresse anche il Consiglio di Stato che annullò detta decisione e la Forleo poté ritornare in Milano l'11.4.2012, esercitando sia funzioni monocratiche che collegiali. La seconda iniziativa ruota intorno alle inchieste del 2007 sui cosiddetti "Furbetti del quartierino".
La procura aveva intercettato delle telefonate di imprenditori sotto inchiesta per reati finanziari e alcune di queste telefonate erano dirette a parlamentari. La Legge Boato imponeva in questo caso che le intercettazioni non potessero essere usate come prova senza che il parlamento avesse concesso l'autorizzazione. La procura passò quindi le telefonate a Forleo (in qualità di GIP), che doveva valutarne la rilevanza penale ed eventualmente richiedere al parlamento il permesso di usarle. Forleo chiese l'autorizzazione all'utilizzo delle intercettazioni che coinvolgevano alcuni parlamentari (Piero Fassino, Massimo D'Alema, Romano Comincioli, Nicola Latorre, Salvatore Cicu), non soltanto come prova contro gli imprenditori inquisiti, ma anche come materiale indiziario per poter inquisire alcuni degli stessi parlamentari che, secondo quanto scrisse nella richiesta, "appaiono [...] consapevoli complici di un disegno criminoso".
Il presidente della Giunta delle autorizzazioni della Camera, Carlo Giovanardi, definì la richiesta un'inammissibile anticipazione di giudizio, in quanto preannunciava che l'autorizzazione sarebbe servita a consentire l'iscrizione dei cinque parlamentari sul registro degli indagati. Per il Procuratore della Cassazione Delli Priscoli, ciò avrebbe violato il principio secondo cui l'azione penale procede dal pubblico ministero e non dal GIP (quale è Forleo), il quale avrebbe così compiuto un atto abnorme, sanzionabile disciplinarmente. Nella medesima audizione dinanzi alla prima commissione del CSM Clementina Forleo ricordò che in Procura a Milano il procuratore aggiunto Greco (in un'intervista al Sole 24 Ore) condivideva la tesi che per l'iscrizione a registro occorresse la previa autorizzazione parlamentare, che la legge obbliga a far richiedere dal GIP; una tesi, peraltro, non condivisa da altre Procure, come Catanzaro, dove il pm Luigi de Magistris iscrisse Clemente Mastella a registro degli indagati in virtù di un'intercettazione di una telefonata con l'indagato Saladino, senza che di questo utilizzo fosse previamente richiesta l'autorizzazione alla Camera di appartenenza di Mastella.
L'avvicinamento per approssimazioni alla strada corretta per utilizzare le intercettazioni è stato reso particolarmente difficoltoso dalla scarsa giurisprudenza sulla “legge Boato” (140/2003) e dalle molteplici e divergenti prassi esistenti tra le varie Procure. In più, il GIP Forleo era stata destinataria di moniti alquanto espliciti, in ordine alle conseguenze processuali di un utilizzo privo di autorizzazione, dall'unico documento approvato dal Parlamento nell'imminenza dell'esplosione del caso, la relazione del senatore Giovanni Crema a nome della Giunta delle elezioni e delle immunità parlamentari del Senato nella XV legislatura. Il testo ammoniva anche la Procura di Milano alla tutela della riservatezza delle conversazioni dei parlamentari, cosa che aveva convinto la Procura per due anni a mai sbobinare le intercettazioni in questione (secondo una prassi sino ad allora seguita solo per le erronee intercettazioni dei colloqui avvocato-cliente).
Clementina Forleo quindi fu particolarmente garantista, nei confronti della funzione parlamentare, nel rendere noto a che scopo intendesse utilizzare le intercettazioni (invece di richiedere l'autorizzazione “in bianco” che avanzarono altri giudici in passato), ma facendo ciò si espose alla critica di aver surrettiziamente reintrodotto l'abolita autorizzazione a procedere (allo scopo di dare massimo rilievo mediatico alla richiesta e precostituirne l'esito di accoglimento da parte della Camera, sotto l'impeto dell'opinione pubblica).
Più in generale la controversia giuridica appare superata dalla sentenza della Corte costituzionale n. 390, depositata il 23 novembre 2007, che ha precisato che l'autorizzazione va richiesta solo se si intende utilizzare l'intercettazione nei confronti dei parlamentari, con ciò presupponendo che premessa di questo utilizzo sia l'iscrizione a registro degli indagati da parte del pubblico ministero, il quale deve rivolgere richiesta al GIP; in coerenza con ciò, il GIP Forleo ha, nel marzo 2008, ritrasmesso alla Procura presso il tribunale di Milano le intercettazioni in questione, affinché i pubblici ministeri valutino se gli elementi in esse contenuti giustifichino l'apertura del procedimento a carico dei parlamentari.
La Procura ha però insistito nella sua interpretazione e, in assenza della Forleo, il 29 luglio 2008, decise di investire il gip di turno per la reiterazione di tale richiesta. A seguito di tale decisione della Procura, il Senato, come già aveva disposto il parlamento europeo investito per la posizione di D'Alema, ha ribadito la differenza tra utilizzabilità investigativa e utilizzabilità probatoria di tali conversazioni, ma tuttavia la Procura di Milano non risulta aver dato luogo all'iscrizione di detti parlamentari, e in particolare di D'Alema e di Latorre.
Il 27 giugno 2008 il CSM assolve Forleo dalle accuse riguardanti le sue dichiarazioni relative all'inchiesta Unipol, perché il fatto non costituisce illecito disciplinare. 
In data 15 giugno 2012 la Forleo viene pure assolta dall'addebito concernente ritardi nella trattazioni di procedimenti pendenti alla data del suo trasferimento a Cremona, per insussistenza del fatto. A settembre 2010 Anna Finocchiaro la querela in merito alle informazioni rivelate da Ferdinando Imposimato sul vertice tenuto nell'ufficio della senatrice del PD a inizio giugno 2007 e la Forleo la denuncia per calunnia. La Forleo assume posizioni nettamente critiche verso il sistema politico-correntizio che contrassegna l'operato del CSM, come alla stessa evidenziato nell'intervista al settimanale Oggi pubblicata il 10 aprile 2012, nonché nella trasmissione Senti chi parla andata in onda su TG Norba 24 e su Sky TG24 il 3 giugno.
Dal 12 maggio 2014 è in servizio presso il Tribunale di Roma ove svolge le funzioni di Giudice per le indagini preliminari. In tale veste ha ordinato l'arresto di alcuni esponenti del clan dei Casamonica riconoscendo l'aggravante del metodo mafioso, poi confermata dalla Corte di cassazione.
Dal 28 maggio 2019 si occupa dei depistaggi dell’inchiesta su appalti Consip.